# Bernhard Friedrich Kühl
Bernhard Friedrich Kühl (* 7. August 1808 in Malchow; † 1882) war Ratsapotheker in Rostock.
Sein Vater Michael Friedrich Kühl († 1836) war Apotheker in Malchow und erwarb 1818 die Ratsapotheke Rostock für 40.000 Reichstaler vom Sohn des verstorbenen Apothekers Jacob Christoph Mähl (1757–1818), nachdem die Stadt auf ihr Vorkaufsrecht verzichtet hatte.
Bernhard Friedrich Kühl übernahm die Ratsapotheke nach des Vaters Tod. Er erweiterte sie um einen Gewerbebetrieb, in dem er Kakaopräparate, Schokolade und künstliche Mineralwässer herstellte.
Von 1844 bis 1846 absolvierte Friedrich Gaedcke, der durch die Wirkstoff-Isolierung des Kokains bekannt wurde, eine Apothekerlehre in Kühls Ratsapotheke.
Kühl war „GehülfsDirector“ der Philomatischen Gesellschaft zu Rostock. Er engagierte sich berufsständisch und war Kreisdirektor im Norddeutschen Apotheker-Verein. 1861 wurde er zum Medizinalassessor und Beisitzer der Medizinalkommission des Großherzogtums Mecklenburg-Schwerin ernannt.
1871 wurde Kühl in die zwölfköpfige Kommission mit Vertretern verschiedener deutscher Staaten zur Herausgabe eines gemeinsamen deutschen Arzneibuchs berufen, in der die Apotheker mit fünf Vertretern angemessene Berücksichtigung fanden. 1872 wurde das erste reichseinheitliche Arzneibuch, die Pharmacopoea Germanica, durch amtlichen Erlass in Kraft gesetzt.
Sein ältester Sohn, Johann Friedrich Kühl (1837–1909) studierte Pharmazie in Berlin und Rostock und bereiste Italien, Frankreich und die Schweiz. 1864 erwarb er das Rostocker Bürgerrecht und wurde als Prokurist eingetragen, 1866 übernahm er in dritter Generation die Ratsapotheke, die er bis 1877 führte.